# Graphium codrus
Graphium codrus är en fjärilsart som först beskrevs av Pieter Cramer 1777.  Graphium codrus ingår i släktet Graphium och familjen riddarfjärilar. Inga underarter finns listade i Catalogue of Life.

## Bildgalleri

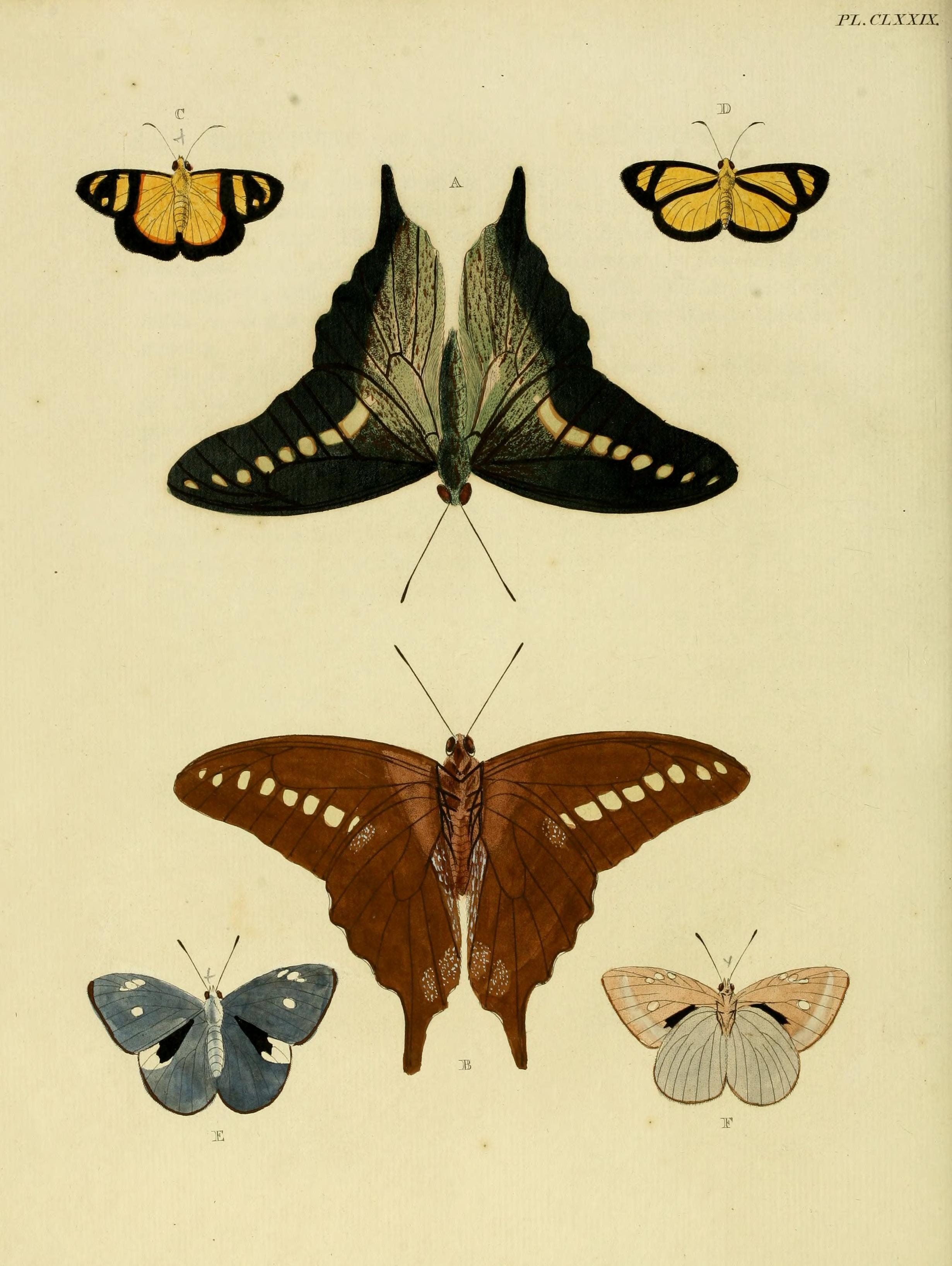
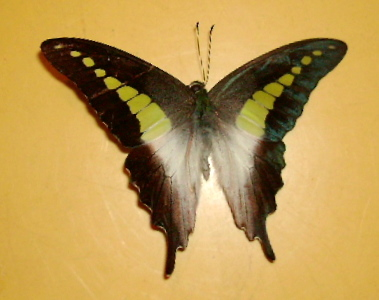
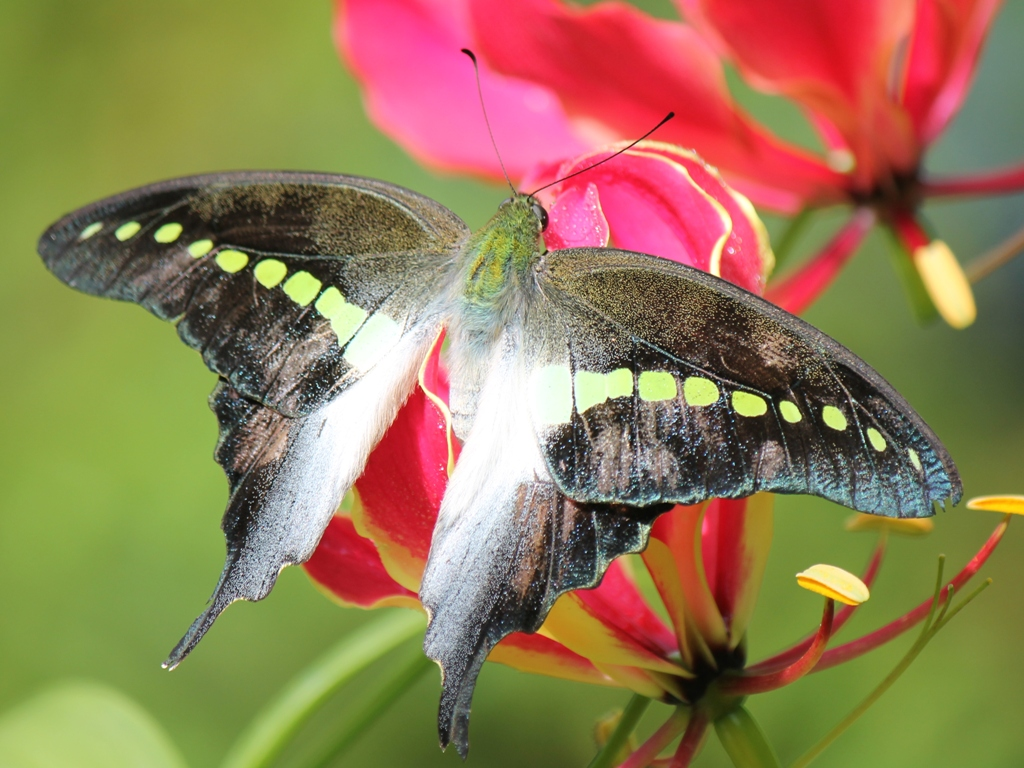
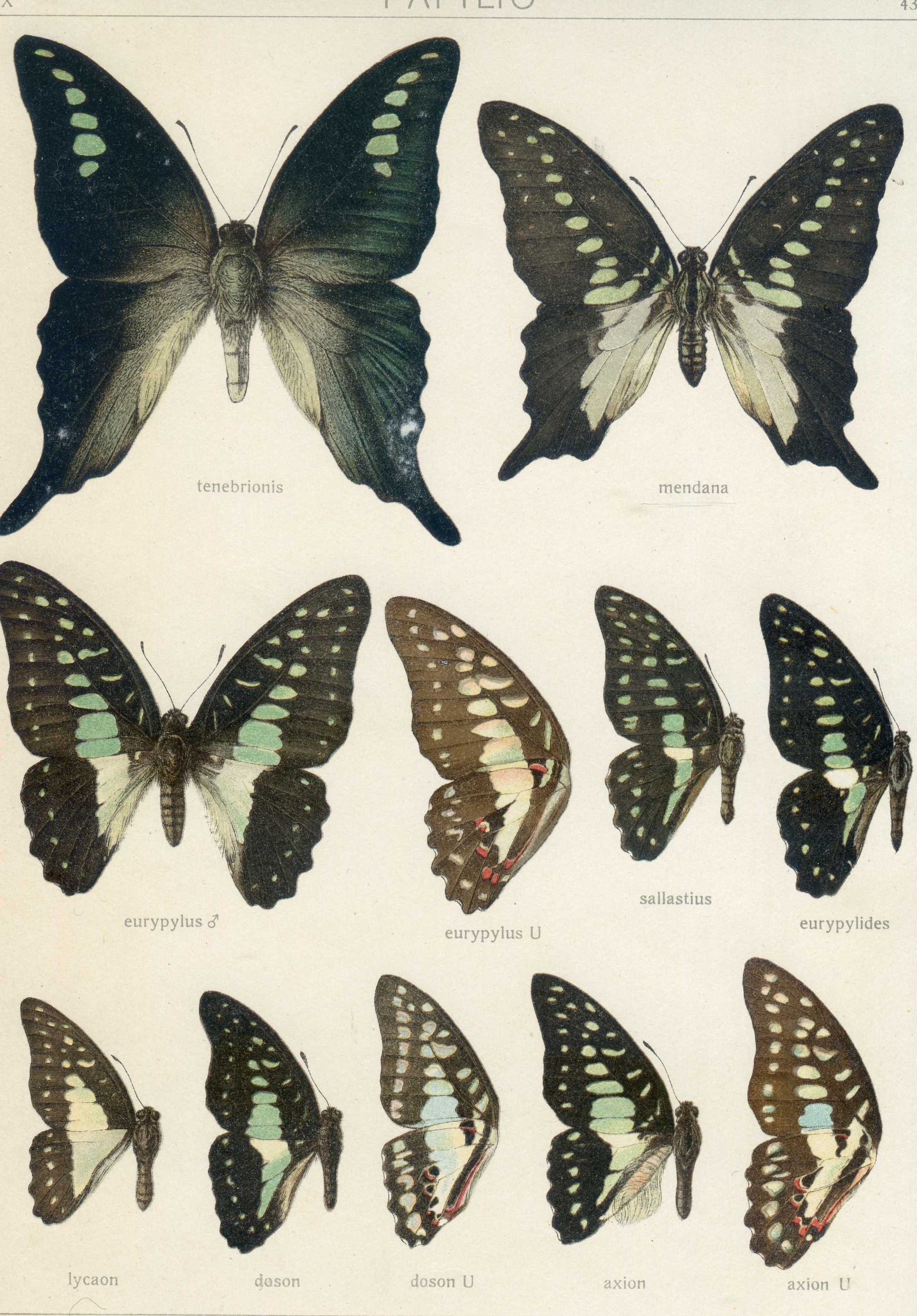